# Tetris 64
Tetris 64 (テトリス64, Tetorisu 64) est un jeu vidéo de puzzle développé par Amtex et édité par Seta. Il est sorti en 1998 au Japon sur Nintendo 64. Il est compatible avec un accessoire, un capteur biométrique, qui capte la fréquence cardiaque du joueur.

## Système de jeu

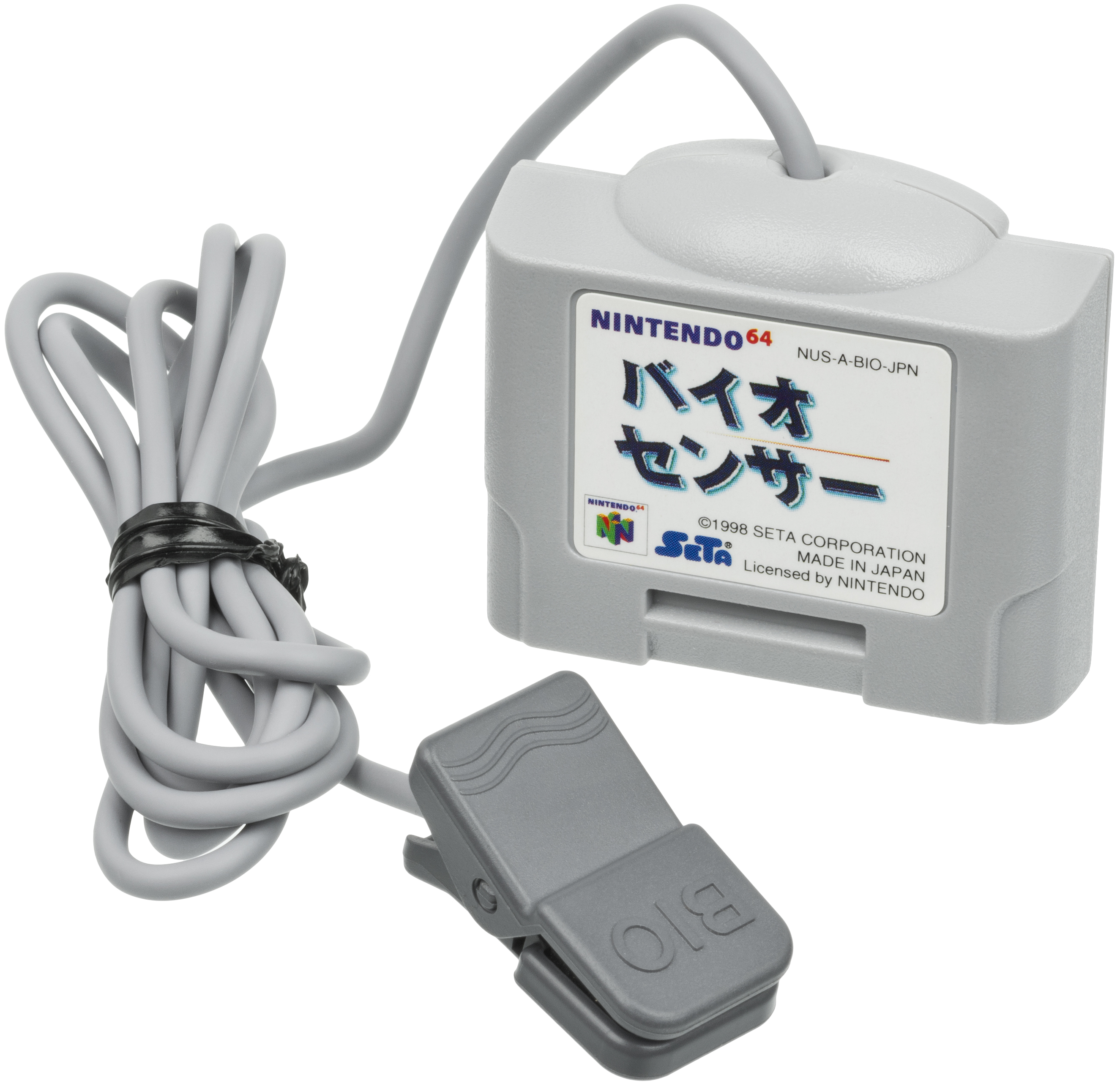
Le jeu est compatible avec un capteur biométrique.

Tetris 64 est un jeu de puzzle qui reprend le gameplay de Tetris avec des variantes dépendamment du mode de jeu. Le jeu propose trois modes de jeux. Le premier, Tetris, reprend le gameplay classique de Tetris sans modifications. Le second, Giga Tetris, reprend le jeu classique avec des blocs géants qui se cassent en petits morceaux. Le troisième, Bio Tetris, utilise le capteur biométrique fourni avec le jeu pour augmenter ou diminuer la vitesse du jeu en fonction du rythme cardiaque du joueur.

## Accueil
- Famitsu : 27/40[2]
- IGN : 8,4/10[1]